# علی‌محمد اژه‌ای
میرزا علی‌محمد اژه‌ای (۱۵ شعبان ۱۲۶۶ اصفهان- ۱۲ صفر ۱۳۳۲) شاعر و از علمای مبارز اصفهان در زمان قیام تنباکو و جنبش مشروطه ایران است.

## شعر
اژه‌ای ادیبی شاعر بود که در شعر فارسی «شریفی» تخلص می‌کرد. بر نسخه‌ای از شرح نهج البلاغه از ملا فتح‌الله کاشانی ابیاتی نوشته که تاریخ آن ۱۲ صفر ۱۳۲۹ ق است.

## قیام تنباکو
با آغاز به کار کمپانی انگلیسی رژی پس از انعقاد قرارداد رژی (انحصار تنباکو و توتون) میان دولت ایران و این کمپانی، اعتراض‌ها آغاز گردید. اصفهان، شیراز و تبریز پیشتاز این اعتراضات بودند. در اصفهان حاج آقا منیرالدین بروجردی و میرزا علی محمد اژه‌ای به اشاره آقا نجفی اصفهانی برای نخستین بار فتوای تحریم استعمال توتون و تنباکو را صادر کردند.
آنها سپس به سامرا رفته و اخبار اصفهان را به میرزای شیرازی رساند.

## درگذشت
وی در ۱۲ صفر ۱۳۳۲ از دنیا رفت و در تخت فولاد دفن شد.